# Helen Barnett-Burkart
Helen Burkart (Helen Catherine Burkart, geb. Barnett; * 13. Mai 1958 in London) ist eine ehemalige Schweizer Sprinterin britischer Herkunft.
1982 wurde sie für England startend bei den Commonwealth Games in Brisbane Neunte über 200 m.
Bei den Olympischen Spielen 1984 in Los Angeles erreichte sie über 400 m den Halbfinal und kam mit der britischen Mannschaft in der 4-mal-400-Meter-Staffel auf den vierten Platz.
1986 schied sie über 400 m bei den Commonwealth Games in Edinburgh im Vorlauf und bei den Leichtathletik-Europameisterschaften in Stuttgart im Halbfinal aus.
Als Teil der Schweizer 4-mal-400-Meter-Stafette schied sie bei den Olympischen Spielen 1992 im Vorlauf aus. Im Jahr darauf kam das Schweizer Quartett in der Besetzung Burkart, Regula Zürcher, Marquita Brillante und Kathrin Lüthi bei den Leichtathletik-Weltmeisterschaften 1993 in Stuttgart auf den achten Platz und stellte mit 3:28,52 min den aktuellen nationalen Rekord auf.
1986 heiratete sie den Sprinter Stefan Burkart, der im Jahr 2020 an Krebs verstarb. Der gemeinsame Sohn Nishan Burkart ist Fussballspieler.

## Bestzeiten
- 50 m (Halle): 6,56 s, 27. Januar 1991, St. Gallen
- 60 m (Halle): 7,4 s, 17. November 1979, Cosford
- 100 m: 11,45 s, 26. August 1983, Brüssel
- 200 m: 23,14 s, 17. Juli 1982, London
  - Halle: 24,10 s, 4. Februar 1984, Vittel
- 400 m: 52,13 s, 28. Juni 1984, Oslo